# 2023–2024-es Európa-liga
A 2023–2024-es Európa-liga az Európa-liga 15. szezonja. A döntőt 2024. május 22-én játszották a dublini Aviva Stadionban. A győztes részvételi jogot szerzett a 2024–2025-ös UEFA-bajnokok ligájába.

## A besorolás rendszere

### Rangsor
A 2023–2024-es Európa-liga kiosztott helyeihez a 2023-as ország-együtthatót vették alapul, amely az országok csapatainak teljesítményét vette figyelembe a 2017–18-as szezontól a 2021–22-esig.
| Hely. | Szövetség     | Koeff.  | Cs | Mj       |
| ----- | ------------- | ------- | -- | -------- |
| 1.    | Anglia        | 106,641 | 2  |          |
| 2.    | Spanyolország | 96,141  | 2  |          |
| 3.    | Olaszország   | 76,902  | 2  |          |
| 4.    | Németország   | 75,213  | 2  |          |
| 5.    | Franciaország | 60,081  | 2  |          |
| 6.    | Portugália    | 53,382  | 1  |          |
| 7.    | Hollandia     | 49,300  | 1  |          |
| 8.    | Ausztria      | 38,850  | 1  |          |
| 9.    | Skócia        | 36,900  | 1  |          |
| 10.   | Oroszország   | 34,482  | 0  | kizárták |
| 11.   | Szerbia       | 33,375  | 1  |          |
| 12.   | Ukrajna       | 31,800  | 1  |          |
| 13.   | Belgium       | 30,600  | 1  |          |
| 14.   | Svájc         | 29,675  | 1  |          |
| 15.   | Görögország   | 28,200  | 1  |          |
| 16.   | Csehország    | 27,800  | 1  |          |
| 17.   | Norvégia      | 27,250  | 0  |          |
| 18.   | Dánia         | 27,175  | 0  |          |
| 19.   | Horvátország  | 27,150  | 0  |          |

| Hely. | Szövetség           | Koeff. | Cs | Mj |
| ----- | ------------------- | ------ | -- | -- |
| 20.   | Törökország         | 27,100 | 0  |    |
| 21.   | Ciprus              | 26,375 | 0  |    |
| 22.   | Izrael              | 24,375 | 0  |    |
| 23.   | Svédország          | 22,875 | 0  |    |
| 24.   | Bulgária            | 19,500 | 0  |    |
| 25.   | Románia             | 17,150 | 0  |    |
| 26.   | Azerbajdzsán        | 17,000 | 0  |    |
| 27.   | Magyarország        | 16,375 | 0  |    |
| 28.   | Lengyelország       | 15,875 | 0  |    |
| 29.   | Kazahsztán          | 15,750 | 0  |    |
| 30.   | Szlovákia           | 15,625 | 0  |    |
| 31.   | Szlovénia           | 15,000 | 0  |    |
| 32.   | Fehéroroszország    | 12,500 | 0  |    |
| 33.   | Moldova             | 11,250 | 0  |    |
| 34.   | Litvánia            | 10,000 | 0  |    |
| 35.   | Bosznia-Hercegovina | 9,125  | 0  |    |
| 36.   | Finnország          | 8,875  | 0  |    |
| 37.   | Luxemburg           | 8,750  | 0  |    |
| 38.   | Lettország          | 8,625  | 0  |    |

| Hely. | Szövetség       | Koeff. | Cs | Mj |
| ----- | --------------- | ------ | -- | -- |
| 39.   | Koszovó         | 8,166  | 0  |    |
| 40.   | Írország        | 8,125  | 0  |    |
| 41.   | Örményország    | 8,125  | 0  |    |
| 42.   | Észak-írország  | 8,083  | 0  |    |
| 43.   | Albánia         | 8,000  | 0  |    |
| 44.   | Feröer-szigetek | 7,250  | 0  |    |
| 45.   | Észtország      | 7,041  | 0  |    |
| 46.   | Málta           | 7,000  | 0  |    |
| 47.   | Grúzia          | 7,000  | 0  |    |
| 48.   | Észak-Macedónia | 7,000  | 0  |    |
| 49.   | Liechtenstein   | 6,500  | 0  |    |
| 50.   | Wales           | 5,500  | 0  |    |
| 51.   | Gibraltár       | 5,416  | 0  |    |
| 52.   | Izland          | 5,375  | 0  |    |
| 53.   | Montenegró      | 4,875  | 0  |    |
| 54.   | Andorra         | 4,665  | 0  |    |
| 55.   | San Marino      | 1,332  | 0  |    |

### Lebonyolítás
A torna lebonyolítása az alábbiak szerint történik:
|                                       |                                       | A szakaszban bekapcsolódók | Az előző forduló továbbjutói                                                                         | Az UEFA-bajnokok ligájából átkerülők |
| ------------------------------------- | ------------------------------------- | --- | --- | --- |
| Selejtező                             | Bajnoki ág (10 csapat)                | | | - 10 vesztes a BL 2. selejtezőkörének bajnoki ágáról |
| Selejtező                             | Nem bajnoki ág (4 csapat)             | - 2 kupagyőztes a 15–16. helyen rangsorolt kupából | | - 2 vesztes a BL 2. selejtezőkörének bajnoki ágáról |
| Rájátszás (20 csapat)                 | Rájátszás (20 csapat)                 | - 7 kupagyőztes a 7–14. helyen rangsorolt kupákból (kivéve Oroszország) | - 5 győztes a 3. selejtezőkör bajnoki ágáról - 2 győztes a BL 3. selejtezőkörének nem bajnoki ágáról | - 6 vesztes a BL 3. selejtezőkörének bajnoki ágáról |
| Csoportkör (32 csapat)                | Csoportkör (32 csapat)                | - A 2022–2023-as UEFA Európa Konferencia Liga győztese - 6 kupagyőztes az 1–6. helyen rangsorolt kupákból - 1 negyedik az 5. helyen rangsorolt bajnokságból - 4 ötödik az 1–4. helyen rangsorolt bajnokságból | - 10 győztes a rájátszásból                                                                          | - 4 vesztes a BL rájátszásának bajnoki ágáról - 2 vesztes a BL rájátszásának nem bajnoki ágáról - 4 vesztes a BL 3. selejtezőkörének nem bajnoki ágáról |
| A nyolcaddöntő rájátszása (16 csapat) | A nyolcaddöntő rájátszása (16 csapat) | | - 8 csoportmásodik                                                                                   | - 8 harmadik a BL csoportköréből |
| Egyenes kieséses szakasz (16 csapat)  | Egyenes kieséses szakasz (16 csapat)  | | - 8 csoportgyőztes - 8 győztes a rájátszásból                                                        | |

### Csapatok
Az alábbi táblázatban olvasható, hogy a csapatok melyik körben kapcsolódnak be.
Rövidítések
- kgy: kupagyőztes
- x.: bajnoki helyezés jogán indul
- BL: A 2023–2024-es UEFA-bajnokok ligájából átkerülő csapat
  - CS: csoportkör harmadik helyezettjeként
  - B/NB R: a rájátszásból (bajnoki ág/nem bajnoki ág)
  - B/NB S3: a 3. selejtezőkörből (bajnoki ág/nem bajnoki ág)
  - B/NB S2: a 2. selejtezőkörből (bajnoki ág/nem bajnoki ág)

| Forduló                     | Forduló                     | Csapatok                | Csapatok                    | Csapatok                     | Csapatok                  |
| --------------------------- | --------------------------- | ----------------------- | --------------------------- | ---------------------------- | ------------------------- |
| Rájátszás a nyolcaddöntőért | Rájátszás a nyolcaddöntőért | Galatasaray (BL CS)     | Lens (BL CS)                | Braga (BL CS)                | Benfica (BL CS)           |
| Rájátszás a nyolcaddöntőért | Rájátszás a nyolcaddöntőért | Feyenoord (BL CS)       | Milan (BL CS)               | Young Boys (BL CS)           | Sahtar Doneck (BL CS)     |
|                             |                             |                         |                             |                              |                           |
| Csoportkör                  | Csoportkör                  | West Ham United (EKL)   | Liverpool (5.)              | Brighton & Hove Albion (6.)  | Villarreal (5.)           |
| Csoportkör                  | Csoportkör                  | Real Betis (6.)         | Atalanta (5.)               | Roma (6.)                    | SC Freiburg (5.)          |
| Csoportkör                  | Csoportkör                  | Bayer Leverkusen (6.)   | Toulouse (kgy.)             | Rennes (4.)                  | Sporting CP (4.)          |
| Csoportkör                  | Csoportkör                  | Rangers (BL B R)        | AÉK (BL B R)                | Panathinaikósz (BL B R)      | Molde (BL B R)            |
| Csoportkör                  | Csoportkör                  | Makkabi Haifa (BL NB R) | Raków Częstochowa (BL NB R) | Marseille (BL NB S3)         | Sturm Graz (BL NB S3)     |
| Csoportkör                  | Csoportkör                  | Topolya (BL NB S3)      | Servette (BL NB S3)         |                              |                           |
|                             |                             |                         |                             |                              |                           |
| Rájátszás                   | Rájátszás                   | Ajax (3.)               | LASK (3.)                   | Aberdeen (3.)                | Čukarički (3.)            |
| Rájátszás                   | Rájátszás                   | Zorja Luhanszk (3.)     | Union SG (3.)               | Lugano (3.)                  | Sparta Praha (BL B S3)    |
| Rájátszás                   | Rájátszás                   | Árisz Lemeszú (BL B S3) | Slovan Bratislava (BL B S3) | Olimpija Ljubljana (BL B S3) | KÍ (BL B S3)              |
| Rájátszás                   | Rájátszás                   | Dinamo Zagreb (BL B S3) |                             |                              |                           |
|                             |                             |                         |                             |                              |                           |
| Selejtező                   | B                           | BK Häcken (BL B S2)     | Ludogorec Razgrad (BL B S2) | Qarabağ (BL B S2)            | Asztana (BL B S2)         |
| Selejtező                   | B                           | BATE Bariszav (BL B S2) | Sheriff Tiraspol (BL B S2)  | Žalgiris (BL B S2)           | Zrinjski Mostar (BL B S2) |
| Selejtező                   | B                           | HJK (BL B S2)           | Breiðablik (BL B S2)        |                              |                           |
| Selejtező                   | F                           | Olimbiakósz (kgy.)      | Slavia Praha (kgy.)         | Dnipro-1 (BL NB S2)          | Genk (BL NB S2)           |

Jegyzetek
- Oroszország (RUS): 2022. február 28-án kizárták az orosz klubokat a FIFA és az UEFA tornáiról.[4] 2022. május 2-án az UEFA megerősítette az orosz csapatok kizárását az UEFA 2022–23-as tornáiról.[5]

## Fordulók és időpontok
A mérkőzések időpontjai a következők:
| Szakasz                  | Forduló                     | Sorsolás dátuma     | 1. mérkőzés                            | 2. mérkőzés                            |
| ------------------------ | --------------------------- | ------------------- | -------------------------------------- | -------------------------------------- |
| Selejtezők               | 3. forduló                  | 2023. július 24.    | 2023. augusztus 10.                    | 2023. augusztus 17.                    |
| Selejtezők               | Rájátszás                   | 2023. augusztus 7.  | 2023. augusztus 24.                    | 2023. augusztus 31.                    |
| Csoportkör               | 1. mérkőzésnap              | 2023. szeptember 1. | 2023. szeptember 21.                   | 2023. szeptember 21.                   |
| Csoportkör               | 2. mérkőzésnap              | 2023. szeptember 1. | 2023. október 5.                       | 2023. október 5.                       |
| Csoportkör               | 3. mérkőzésnap              | 2023. szeptember 1. | 2023. október 26.                      | 2023. október 26.                      |
| Csoportkör               | 4. mérkőzésnap              | 2023. szeptember 1. | 2023. november 9.                      | 2023. november 9.                      |
| Csoportkör               | 5. mérkőzésnap              | 2023. szeptember 1. | 2023. november 30.                     | 2023. november 30.                     |
| Csoportkör               | 6. mérkőzésnap              | 2023. szeptember 1. | 2023. december 14.                     | 2023. december 14.                     |
| Egyenes kieséses szakasz | Rájátszás a nyolcaddöntőért | 2023. december 18.  | 2024. február 15.                      | 2024. február 22.                      |
| Egyenes kieséses szakasz | Nyolcaddöntők               | 2024. február 23.   | 2024. március 7.                       | 2024. március 14.                      |
| Egyenes kieséses szakasz | Negyeddöntők                | 2024. március 15.   | 2024. április 11.                      | 2024. április 18.                      |
| Egyenes kieséses szakasz | Elődöntők                   | 2024. március 15.   | 2024. május 2.                         | 2024. május 9.                         |
| Egyenes kieséses szakasz | Döntő                       | 2024. március 15.   | 2024. május 22., Aviva Stadion, Dublin | 2024. május 22., Aviva Stadion, Dublin |

## Selejtezők

### 3. selejtezőkör
A 3. selejtezőkör két ágból állt. A bajnoki ágon 10, a főágon 4 csapat vett részt.
- BL: A BL 2. selejtezőköréből kieső csapat, a sorsoláskor nem volt ismert.

Bajnoki ág
A bajnoki ágon nem alkalmaztak kiemelést.
| - Žalgiris (BL) - Ludogorec Razgrad (BL) - Qarabağ (BL) - BK Häcken (BL) - HJK (BL) | - Breiðablik (BL) - Sheriff Tiraspol (BL) - BATE Bariszav (BL) - Zrinjski Mostar (BL) - Asztana (BL) |

Főág
| Kiemeltek: - Slavia Praha (52,000) - Olimbiakósz (39,000) | Nem kiemeltek: - Dnipro-1 (BL) - Genk (BL) |

Párosítások
A 3. selejtezőkör sorsolását 2023. július 24-én tartották. A párosítások győztesei a rájátszásba jutottak. A bajnoki ág vesztes csapatai az UEFA Európa Konferencia Liga rájátszásának a bajnoki ágára, a főág vesztes csapatai az UEFA Európa Konferencia Liga rájátszásának a főágára kerültek.
| 1. csapat        | Össz.Tooltip Aggregate score | 2. csapat         | 1. mérk. | 2. mérk. |
| ---------------- | ---------------------------- | ----------------- | -------- | -------- |
| Bajnoki ág       |                              |                   |          |          |
| Žalgiris         | 1–8                          | BK Häcken         | 1–3      | 0–5      |
| Qarabağ          | 4–2                          | HJK               | 2–1      | 2–1      |
| Zrinjski Mostar  | 6–3                          | Breiðablik        | 6–2      | 0–1      |
| Sheriff Tiraspol | 7–3                          | BATE Bariszav     | 5–1      | 2–2      |
| Asztana          | 3–6                          | Ludogorec Razgrad | 2–1      | 1–5      |
| Nem bajnoki ág   |                              |                   |          |          |
| Olimbiakósz      | 2–1                          | Genk              | 1–0      | 1–1      |
| Slavia Praha     | 4–1                          | Dnipro-1          | 3–0      | 1–1      |

### Rájátszás
Kiemelés
A rájátszásban összesen 20 csapat vett részt. A csapatokat négy csoportra osztották a következők szerint:
- 1. kiemeltek: 6 csapat, amely ebben a körben lépett be.
- 2. kiemeltek: 6 vesztes csapat a BL 3. selejtezőkörének bajnoki ágáról, amelyek a sorsolás időpontjában ismeretlenek voltak.
- 3. kiemeltek: 5 győztes csapat a 3. selejtezőkör bajnoki ágáról, amelyek a sorsolás időpontjában ismeretlenek voltak.
- 4. kiemeltek: 1 csapat, amely ebben a körben lép be. 2 győztes csapat a 3. selejtezőkör főágáról, amelyek a sorsolás időpontjában ismeretlenek voltak.

Először a 4. kiemelteket sorsolták az 1. kiemeltekkel, ameddig a 4. kiemeltek el nem fogytak. Ezt követően az 1. kiemeltek maradék 3 csapatát sorsolták a 3. kiemeltekkel, ameddig az 1. kiemeltek el nem fogytak. Majd a 3. kiemeltek maradék 2 csapatát sorsolták a 2. kiemeltekkel, ameddig a 3. kiemeltek el nem fogytak. Végül a 2. kiemeltek maradék négy csapatát egymással sorsolták.
- BL: A BL 3. selejtezőkörének vesztes csapata, a sorsoláskor nem ismert.
- T: A 3. selejtezőkörből továbbjutott csapat, a sorsoláskor nem ismert.

| 1. kiemeltek: - Ajax (89,000) - LASK (36,000) - Union SG (19,000) - Zorja Luhanszk (16,000) - Aberdeen (8,000) - Čukarički (6,475) | 2. kiemeltek: - Árisz Lemeszú (BL) - Slovan Bratislava (BL) - Dinamo Zagreb (BL) - Olimpija Ljubljana (BL) - Sparta Praha (BL) - KÍ (BL) |
| 3. kiemeltek: - BK Häcken (T) - Qarabağ (T) - Zrinjski Mostar (T) - Sheriff Tiraspol (T) - Ludogorec Razgrad (T)                   | 4. kiemeltek: - Lugano (6,335) - Olimbiakósz (T) - Slavia Praha (T)                                                                      |

Párosítások
A rájátszás sorsolását 2023. augusztus 7-én tartották. Az első mérkőzéseket augusztus 24-én, a második mérkőzéseket augusztus 31-én játszották. A párosítások győztesei a csoportkörbe jutottak, a vesztesek az UEFA Európa Konferencia Liga csoportkörébe kerültek.
| 1. csapat            | Össz.Tooltip Aggregate score | 2. csapat        | 1. mérk. | 2. mérk. |
| -------------------- | ---------------------------- | ---------------- | -------- | -------- |
| Slavia Praha         | 3–2                          | Zorja Luhanszk   | 2–0      | 1–2      |
| Olimbiakósz          | 6–1                          | Čukarički        | 3–1      | 3–0      |
| Union Saint-Gilloise | 3–0                          | Lugano           | 2–0      | 1–0      |
| Ludogorec Razgrad    | 2–4                          | Ajax             | 1–4      | 1–0      |
| BK Häcken            | 5–3                          | Aberdeen         | 2–2      | 3–1      |
| LASK                 | 3–2                          | Zrinjski Mostar  | 2–1      | 1–1      |
| KÍ                   | 2–3                          | Sheriff Tiraspol | 1–1      | 1–2      |
| Olimpija Ljubljana   | 1–3                          | Qarabağ          | 0–2      | 1–1      |
| Slovan Bratislava    | 4–7                          | Árisz Lemeszú    | 2–1      | 2–6      |
| Dinamo Zagreb        | 4–5                          | Sparta Praha     | 3–1      | 1–4      |

## Csoportkör
Az alábbi csapatok vesznek részt a csoportkörben:
- 12 csapat ebben a körben lépett be,
- 10 győztes csapat a rájátszásból,
- 6 vesztes csapat a UEFA-bajnokok ligája rájátszásából (4 a bajnoki ágról, 2 a nem bajnoki ágról),
- 4 vesztes csapat a UEFA-bajnokok ligája 3. selejtezőkörének nem bajnoki ágáról.

A csapatokat 4 kalapba sorolták be, az UEFA-együtthatójuk sorrendjében. A 32 csapatot 8 darab négycsapatos csoportba sorsolták. Azonos tagországba tartozók nem voltak sorsolhatók azonos csoportba. A sorsolást 2023. szeptember 1-jén tartották.
A csapatok oda-visszavágós körmérkőzéses rendszerben mérkőznek. Fordulónként azonos játéknapon játsszák az összes mérkőzést. A játéknapok: szeptember 21., október 5., október 26., november 9., november 30., december 14. Az első helyezettek a nyolcaddöntőbe, a második helyezettek a nyolcaddöntő rájátszásába, a harmadik helyezettek a UEFA Európa Konferencia Liga nyolcaddöntőjének rájátszásába kerülnek.
| 1. kalap - West Ham United (50,000) - Liverpool (123,000) - Roma (97,000) - Ajax (89,000) - Villarreal (82,000) - Bayer Leverkusen (72,000) - Atalanta (55,500) - Rangers (54,000) 2. kalap - Sporting CP (52,500) - Slavia Praha (52,000) - Rennes (44,000) - Olimbiakósz (39,000) - Real Betis (37,000) - LASK (36,000) - Marseille (33,000) - Qarabağ (25,000) | 3. kalap - Molde (24,000) - Brighton & Hove Albion (21,914) - Sheriff Tiraspol (19,500) - Union Saint-Gilloise (19,000) - SC Freiburg (16,496) - Sparta Praha (14,000) - Makkabi Haifa (13,000) - Sturm Graz (12,500) 4. kalap - Toulouse (12,232) - AÉK (11,000) - Topolya (6,475) - Servette (6,335) - Panathinaikósz (5,045) - Raków Częstochowa (5,000) - Árisz Lemeszú (4,895) - BK Häcken (4,750) |

### A csoport
| Hely. | Csapat          | M | Gy | D | V | G+ | G– | Gk  | P  | Továbbjutás                                                        |  | WHU | FRE | OLY | TSC |
| ----- | --------------- | - | -- | - | - | -- | -- | --- | -- | ------------------------------------------------------------------ |  | --- | --- | --- | --- |
| 1.    | West Ham United | 6 | 5  | 0 | 1 | 10 | 4  | +6  | 15 | Továbbjutott a nyolcaddöntőbe                                      |  | —   | 2–0 | 1–0 | 3–1 |
| 2.    | SC Freiburg     | 6 | 4  | 0 | 2 | 17 | 7  | +10 | 12 | Továbbjutott a nyolcaddöntő rájátszásába                           |  | 1–2 | —   | 5–0 | 5–0 |
| 3.    | Olimbiakósz     | 6 | 2  | 1 | 3 | 11 | 14 | −3  | 7  | Átkerült az UEFA Európa Konferencia Liga nyolcaddöntő rájátszásába |  | 2–1 | 2–3 | —   | 5–2 |
| 4.    | Topolya         | 6 | 0  | 1 | 5 | 6  | 19 | −13 | 1  |                                                                    |  | 0–1 | 1–3 | 2–2 | —   |

### B csoport
| Hely. | Csapat                 | M | Gy | D | V | G+ | G– | Gk | P  | Továbbjutás                                                        |  | BHA | MAR | AJA | AEK |
| ----- | ---------------------- | - | -- | - | - | -- | -- | -- | -- | ------------------------------------------------------------------ |  | --- | --- | --- | --- |
| 1.    | Brighton & Hove Albion | 6 | 4  | 1 | 1 | 10 | 5  | +5 | 13 | Továbbjutott a nyolcaddöntőbe                                      |  | —   | 1–0 | 2–0 | 2–3 |
| 2.    | Marseille              | 6 | 3  | 2 | 1 | 14 | 10 | +4 | 11 | Továbbjutott a nyolcaddöntő rájátszásába                           |  | 2–2 | —   | 4–3 | 3–1 |
| 3.    | Ajax                   | 6 | 1  | 2 | 3 | 10 | 13 | −3 | 5  | Átkerült az UEFA Európa Konferencia Liga nyolcaddöntő rájátszásába |  | 0–2 | 3–3 | —   | 3–1 |
| 4.    | AÉK                    | 6 | 1  | 1 | 4 | 6  | 12 | −6 | 4  |                                                                    |  | 0–1 | 0–2 | 1–1 | —   |

### C csoport
| Hely. | Csapat        | M | Gy | D | V | G+ | G– | Gk | P  | Továbbjutás                                                        |  | RAN | SPP | BET | ALI |
| ----- | ------------- | - | -- | - | - | -- | -- | -- | -- | ------------------------------------------------------------------ |  | --- | --- | --- | --- |
| 1.    | Rangers       | 6 | 3  | 2 | 1 | 8  | 6  | +2 | 11 | Továbbjutott a nyolcaddöntőbe                                      |  | —   | 2–1 | 1–0 | 1–1 |
| 2.    | Sparta Praha  | 6 | 3  | 1 | 2 | 9  | 7  | +2 | 10 | Továbbjutott a nyolcaddöntő rájátszásába                           |  | 0–0 | —   | 1–0 | 3–2 |
| 3.    | Real Betis    | 6 | 3  | 0 | 3 | 9  | 7  | +2 | 9  | Átkerült az UEFA Európa Konferencia Liga nyolcaddöntő rájátszásába |  | 2–3 | 2–1 | —   | 4–1 |
| 4.    | Árisz Lemeszú | 6 | 1  | 1 | 4 | 7  | 13 | −6 | 4  |                                                                    |  | 2–1 | 1–3 | 0–1 | —   |

### D csoport
| Hely. | Csapat            | M | Gy | D | V | G+ | G– | Gk | P  | Továbbjutás                                                        |  | ATA | SCP | STU | RAK |
| ----- | ----------------- | - | -- | - | - | -- | -- | -- | -- | ------------------------------------------------------------------ |  | --- | --- | --- | --- |
| 1.    | Atalanta          | 6 | 4  | 2 | 0 | 12 | 4  | +8 | 14 | Továbbjutott a nyolcaddöntőbe                                      |  | —   | 1–1 | 1–0 | 2–0 |
| 2.    | Sporting CP       | 6 | 3  | 2 | 1 | 10 | 6  | +4 | 11 | Továbbjutott a nyolcaddöntő rájátszásába                           |  | 1–2 | —   | 3–0 | 2–1 |
| 3.    | Sturm Graz        | 6 | 1  | 1 | 4 | 4  | 9  | −5 | 4  | Átkerült az UEFA Európa Konferencia Liga nyolcaddöntő rájátszásába |  | 2–2 | 1–2 | —   | 0–1 |
| 4.    | Raków Częstochowa | 6 | 1  | 1 | 4 | 3  | 10 | −7 | 4  |                                                                    |  | 0–4 | 1–1 | 0–1 | —   |

1. 1 2  Az egymás elleni eredmény döntetlen. Az összesített gólkülönbség döntött.

### E csoport
| Hely. | Csapat               | M | Gy | D | V | G+ | G– | Gk  | P  | Továbbjutás                                                        |  | LIV | TOU | USG | LAS |
| ----- | -------------------- | - | -- | - | - | -- | -- | --- | -- | ------------------------------------------------------------------ |  | --- | --- | --- | --- |
| 1.    | Liverpool            | 6 | 4  | 0 | 2 | 17 | 7  | +10 | 12 | Továbbjutott a nyolcaddöntőbe                                      |  | —   | 5–1 | 2–0 | 4–0 |
| 2.    | Toulouse             | 6 | 3  | 2 | 1 | 8  | 9  | −1  | 11 | Továbbjutott a nyolcaddöntő rájátszásába                           |  | 3–2 | —   | 0–0 | 1–0 |
| 3.    | Union Saint-Gilloise | 6 | 2  | 2 | 2 | 5  | 8  | −3  | 8  | Átkerült az UEFA Európa Konferencia Liga nyolcaddöntő rájátszásába |  | 2–1 | 1–1 | —   | 2–1 |
| 4.    | LASK                 | 6 | 1  | 0 | 5 | 6  | 12 | −6  | 3  |                                                                    |  | 1–3 | 1–2 | 3–0 | —   |

### F csoport
| Hely. | Csapat         | M | Gy | D | V | G+ | G– | Gk | P  | Továbbjutás                                                        |  | VIL | REN | MHA | PAO |
| ----- | -------------- | - | -- | - | - | -- | -- | -- | -- | ------------------------------------------------------------------ |  | --- | --- | --- | --- |
| 1.    | Villarreal     | 6 | 4  | 1 | 1 | 9  | 7  | +2 | 13 | Továbbjutott a nyolcaddöntőbe                                      |  | —   | 1–0 | 0–0 | 3–2 |
| 2.    | Rennes         | 6 | 4  | 0 | 2 | 13 | 6  | +7 | 12 | Továbbjutott a nyolcaddöntő rájátszásába                           |  | 2–3 | —   | 3–0 | 3–1 |
| 3.    | Makkabi Haifa  | 6 | 1  | 2 | 3 | 3  | 9  | −6 | 5  | Átkerült az UEFA Európa Konferencia Liga nyolcaddöntő rájátszásába |  | 1–2 | 0–3 | —   | 0–0 |
| 4.    | Panathinaikósz | 6 | 1  | 1 | 4 | 7  | 10 | −3 | 4  |                                                                    |  | 2–0 | 1–2 | 1–2 | —   |

### G csoport
| Hely. | Csapat           | M | Gy | D | V | G+ | G– | Gk  | P  | Továbbjutás                                                        |  | SLP | ROM | SRV | SHE |
| ----- | ---------------- | - | -- | - | - | -- | -- | --- | -- | ------------------------------------------------------------------ |  | --- | --- | --- | --- |
| 1.    | Slavia Praha     | 6 | 5  | 0 | 1 | 17 | 4  | +13 | 15 | Továbbjutott a nyolcaddöntőbe                                      |  | —   | 2–0 | 4–0 | 6–0 |
| 2.    | Roma             | 6 | 4  | 1 | 1 | 12 | 4  | +8  | 13 | Továbbjutott a nyolcaddöntő rájátszásába                           |  | 2–0 | —   | 4–0 | 3–0 |
| 3.    | Servette         | 6 | 1  | 2 | 3 | 4  | 13 | −9  | 5  | Átkerült az UEFA Európa Konferencia Liga nyolcaddöntő rájátszásába |  | 0–2 | 1–1 | —   | 2–1 |
| 4.    | Sheriff Tiraspol | 6 | 0  | 1 | 5 | 5  | 17 | −12 | 1  |                                                                    |  | 2–3 | 1–2 | 1–1 | —   |

### H csoport
| Hely. | Csapat           | M | Gy | D | V | G+ | G– | Gk  | P  | Továbbjutás                                                        |  | LEV | QAR | MOL | HAC |
| ----- | ---------------- | - | -- | - | - | -- | -- | --- | -- | ------------------------------------------------------------------ |  | --- | --- | --- | --- |
| 1.    | Bayer Leverkusen | 6 | 6  | 0 | 0 | 19 | 3  | +16 | 18 | Továbbjutott a nyolcaddöntőbe                                      |  | —   | 5–1 | 5–1 | 4–0 |
| 2.    | Qarabağ          | 6 | 3  | 1 | 2 | 7  | 9  | −2  | 10 | Továbbjutott a nyolcaddöntő rájátszásába                           |  | 0–1 | —   | 1–0 | 2–1 |
| 3.    | Molde            | 6 | 2  | 1 | 3 | 12 | 12 | 0   | 7  | Átkerült az UEFA Európa Konferencia Liga nyolcaddöntő rájátszásába |  | 1–2 | 2–2 | —   | 5–1 |
| 4.    | BK Häcken        | 6 | 0  | 0 | 6 | 3  | 17 | −14 | 0  |                                                                    |  | 0–2 | 0–1 | 1–3 | —   |

## Egyenes kieséses szakasz
Az egyenes kieséses szakaszban 24 csapat vesz részt:
- A nyolcaddöntőbe kerülnek a csoportkör első helyezettjei
- A nyolcaddöntő rájátszásába kerülnek a csoportkör második helyezettjei és az UEFA-bajnokok ligája csoportkörének harmadik helyezettjei.

A döntő kivételével az összes fordulóban két mérkőzés alapján dől el a továbbjutás.

### A nyolcaddöntő rájátszása
A forduló sorsolását 2023. december 18-án tartották. A sorsolás során az Európa-liga csoportkörének második helyezettjeit az UEFA-bajnokok ligája csoportkörének harmadik helyezettjeivel párosítják. Azonos tagországba tartozók nem játszhattak egymással. Az Európa-liga csoportkörének második helyezettjei játsszák a második mérkőzést hazai pályán. Az első mérkőzéseket 2024. február 15-én, a második mérkőzéseket február 22-én játszották. A győztesek a nyolcaddöntőbe kerülnek, a vesztesek kiesnek.
| 1. csapat     | Össz.Tooltip Aggregate score | 2. csapat    | 1. mérk. | 2. mérk.   |
| ------------- | ---------------------------- | ------------ | -------- | ---------- |
| Feyenoord     | 2–2 (t. 2–4)                 | Roma         | 1–1      | 1–1 (h.u.) |
| Milan         | 5–3                          | Rennes       | 3–0      | 2–3        |
| Lens          | 2–3                          | SC Freiburg  | 0–0      | 2–3 (h.u.) |
| Young Boys    | 2–4                          | Sporting CP  | 1–3      | 1–1        |
| Benfica       | 2–1                          | Toulouse     | 2–1      | 0–0        |
| Braga         | 5–6                          | Qarabağ      | 2–4      | 3–2 (h.u.) |
| Galatasaray   | 4–6                          | Sparta Praha | 3–2      | 1–4        |
| Sahtar Doneck | 3–5                          | Marseille    | 2–2      | 1–3        |

### Nyolcaddöntők
A nyolcaddöntők sorsolását 2024. február 23-án tartották. A sorsolás során az Európa-liga csoportkörének első helyezettjeit a nyolcaddöntő rájátszásának győzteseivel párosítják. Azonos tagországba tartozók nem játszhatnak egymással. Az Európa-liga csoportkörének első helyezettjei első helyezettjei játsszák a második mérkőzést hazai pályán. Az első mérkőzéseket 2024. március 7-én, a második mérkőzéseket március 14-én játsszák.
| 1. csapat    | Össz.Tooltip Aggregate score | 2. csapat              | 1. mérk. | 2. mérk. |
| ------------ | ---------------------------- | ---------------------- | -------- | -------- |
| Sparta Praha | 2–11                         | Liverpool              | 1–5      | 1–6      |
| Marseille    | 5–3                          | Villarreal             | 4–0      | 1–3      |
| Roma         | 4–1                          | Brighton & Hove Albion | 4–0      | 0–1      |
| Benfica      | 3–2                          | Rangers                | 2–2      | 1–0      |
| SC Freiburg  | 1–5                          | West Ham United        | 1–0      | 0–5      |
| Sporting CP  | 2–3                          | Atalanta               | 1–1      | 1–2      |
| Milan        | 7–3                          | Slavia Praha           | 4–2      | 3–1      |
| Qarabağ      | 4–5                          | Bayer Leverkusen       | 2–2      | 2–3      |

### Negyeddöntők
A negyeddöntők sorsolását 2024. március 15-én tartották. Az első mérkőzéseket 2024. április 11-én, a második mérkőzéseket április 18-án játsszák.
| 1. csapat        | Össz.Tooltip Aggregate score | 2. csapat       | 1. mérk. | 2. mérk.   |
| ---------------- | ---------------------------- | --------------- | -------- | ---------- |
| Milan            | 1–3                          | Roma            | 0–1      | 1–2        |
| Liverpool        | 1–3                          | Atalanta        | 0–3      | 1–0        |
| Bayer Leverkusen | 3–1                          | West Ham United | 2–0      | 1–1        |
| Benfica          | 2–2 (t. 2–4)                 | Marseille       | 2–1      | 0–1 (h.u.) |

### Elődöntők
Az elődöntők sorsolását 2024. március 15-én tartották, a negyeddöntők sorsolását követően. Az első mérkőzéseket 2024. május 2-án, a második mérkőzéseket május 9-én játsszák.
| 1. csapat | Össz.Tooltip Aggregate score | 2. csapat        | 1. mérk. | 2. mérk. |
| --------- | ---------------------------- | ---------------- | -------- | -------- |
| Marseille | 1–4                          | Atalanta         | 1–1      | 0–3      |
| Roma      | 2–4                          | Bayer Leverkusen | 0–2      | 2–2      |

### Döntő
| 2024. május 22. 21:00 |

| Atalanta            | 3–0               | Bayer Leverkusen |
| ------------------- | ----------------- | ---------------- |
| Lookman 12' 26' 75' | (2–0) Jegyzőkönyv |                  |

| Aviva Stadion, Dublin Játékvezető: Kovács István (román) |